# Майоров, Александр Васильевич
Алекса́ндр Васи́льевич Майо́ров (2 января 1942, село Ашага-Сарали, Марнеульский район, ГССР, СССР — 11 июля 2017, Тбилиси, Грузия) — советский и российский киноактёр, режиссёр кино и дубляжа, сценарист, директор картины.

## Биография
Родился 2 января 1942 года в селе Ашага-Сарали.
В 1966 году окончил филологический факультет Тбилисского университета.
С 1965 года по 1972 год был ассистентом режиссёра на киностудиях «Арменфильм» и «Грузия-фильм». Снялся в эпизодической роли в фильме Георгия Калатозишвили «Я, следователь».
В 1974—1977 годах учился в ЛГИТМиКе на факультете режиссуры художественного телефильма. В 1980 году окончил режиссёрский факультет ВГИКа (мастерская А. Столпера, Ю. Озерова), работал вторым режиссёром на фильме Юрия Озерова «О спорт, ты — мир!».
В 2001—2007 годах — режиссёр дубляжа на студии «Пифагор», сотрудничал с прокатчиками «Ист-Вест» и «UIP». Также был в числе преподавателей режиссёрской мастерской во ВГИКе.
В свои последние годы режиссёр проживал в Тбилиси, находился на пенсии. Скончался 11 июля 2017 года от тромбоэмболии.

## Семья
Дочь — Марика Майорова, сценарист, стилист-модельер, художник.

## Фильмография

### Режиссёр
- 1981 — Золотые рыбки (в составе пятого выпуска киноальманаха «Молодость»)
- 1984 — Шанс
- 1985 — Страховой агент
- 1991 — Побег на край света
- 2000 — Маросейка, 12 (фильм № 3 «Мокрое дело»)

### Сценарист
- 1981 — Золотые рыбки (в составе пятого выпуска киноальманаха «Молодость»)
- 1984 — Шанс
- 1985 — Страховой агент
- 1991 — Побег на край света

### Директор картины
- 1991 — Побег на край света

### Режиссёр дубляжа
- 2001 — И пришёл паук / Along Came a Spider
- 2001 — Образцовый самец / Zoolander
- 2001 — Мексиканец / The Mexican
- 2001 — Грехи отца / The Unsaid
- 2001 — Шпионские игры / Spy Game
- 2002 — Страна чудаков / Orange County
- 2002 — Идентификация Борна / The Bourne Identity
- 2002 — В чужом ряду / Changing Lanes
- 2002 — Красный дракон / Red Dragon
- 2002 — Восьмая миля / 8 Mile[5]
- 2003 — Как отделаться от парня за 10 дней / How to Lose a Guy in 10 Days
- 2003 — Халк / Hulk
- 2003 — В ловушке времени / Timeline
- 2003 — Ограбление по-итальянски / The Italian Job
- 2003 — Двойной форсаж / 2 Fast 2 Furious
- 2003 — Школа рока / The School of Rock
- 2003 — Трудности перевода / Lost in Translation
- 2004 — Законы привлекательности / Laws of Attraction
- 2004 — Рассвет мертвецов / Dawn of the Dead
- 2004 — Трое в каноэ / Without a Paddle
- 2004 — Соучастник / Collateral[6]
- 2004 — Превосходство Борна / The Bourne Supremacy[6]
- 2004 — Дрянные девчонки / Mean Girls
- 2005 — Переводчица / The Interpreter
- 2005 — Сорокалетний девственник / The 40-Year-Old Virgin
- 2005 — Война миров / War of the Worlds
- 2005 — Мюнхен / Munich
- 2005 — Кровь за кровь / Four Brothers
- 2007 — Типа крутые легавые / Hot Fuzz
- 2007 — Ультиматум Борна / The Bourne Ultimatum